# Narodowy socjalizm (znaczenie ogólne)

Symbol NSDAP – partii nazistowskiej założonej w Niemczech po I wojnie światowej, w Republice Weimarskiej. Czarną, skośną swastykę na białym kole zawierała też flaga NSDAP, która stała się wzorcem dla flagi III Rzeszy.

Symbol Partii Narodowych Socjalistów działającej w II Rzeczypospolitej

Flaga Partii Narodowo-Bolszewickiej działającej w Rosji od lat 90. XX wieku

Narodowy socjalizm – wspólna nazwa (hiperonim) różnych doktryn politycznych, ideologii i ruchów dążących do połączenia elementów nacjonalizmu i socjalizmu. Powszechnie narodowy socjalizm utożsamiania się z nazizmem – jego totalitarną, niemiecką odmianą powstałą po I wojnie światowej, która jest zaliczana do faszyzmu. Jednak hasłem narodowo-socjalistycznej syntezy od XIX wieku po czasy współczesne posługiwało się również wiele innych ruchów, zarówno o konotacjach prawicowych, jak i lewicowych. Odnoszone do nich pojęcie narodowego socjalizmu ma charakter czysto opisowy i nie musi mieć wydźwięku pejoratywnego ani wskazywać na totalitarne dążenia. Możliwość syntezy socjalizmu i nacjonalizmu pozostaje kwestią sporną, a badacze zwracają uwagę, że próby łączenia tych doktryn wiążą się czasem z ich wybiórczym traktowaniem.
Hasła narodowego socjalizmu używano od XIX wieku w różnych krajach Europy i Azji:
- w 1888 r. grupa radykalno-demokratycznych emigrantów polskich z Bolesławem Limanowskim na czele utworzyła w Paryżu Gminę Narodowo-Socjalistyczną[5]; do jej tradycji nawiązywała w latach 30. XX wieku Partia Narodowych Socjalistów[6];
- w Czechach działacze robotniczy związani z partią młodoczeską utworzyli w 1896 roku Czeska Partia Narodowo-Socjalistyczna[7], która w okresie międzywojennym pod przywództwem Edvarda Beneša stała się czołową siłą w Republice Czechosłowackiej;
- niemiecki działacz liberalny i pisarz polityczny Friedrich Naumann był twórcą Nationalsozialer Verein (1896–1903)[8];
- we Francji Pierre Bietry, przywódca solidarystycznych związków zawodowych (Jaunes), utworzył Parti Socialiste Nationale w 1903 r.[9];
- w czasie I wojny światowej grupa antypacyfistycznych działaczy British Socialist Party z Henrym Hyndmanem na czele utworzyła National Socialist Party, która później została wchłonięta przez Partię Pracy[potrzebny przypis];
- narodowy socjalizm deklarują też niektóre organizacje w Indiach[10] i Bangladeszu[potrzebny przypis].